# Giornata mondiale della gioventù 1995
La X Giornata mondiale della gioventù ha avuto luogo dal 10 al 15 gennaio 1995 a Manila, della Repubblica delle Filippine. Si tratta della prima GMG svoltasi durante l'inverno boreale.

## 1994-1995: due GMG, stesso tema
Il tema di questo sesto incontro internazionale è stato Come il Padre ha mandato me, anch'io mando voi (Gv 20,21), lo stesso della Giornata Mondiale della Gioventù del 1994, svoltasi a livello diocesano la Domenica delle Palme di quell'anno, caduta il 22 marzo.

## Il programma delle Giornate
Fin dalla cerimonia di apertura il papa sottolinea l'importanza della Chiesa cattolica filippina. All'incontro della Federazione delle Conferenze episcopali asiatiche (Fabc), il Papa precisa quali sono le nuove aree della missione contemporanea: i poveri delle città, i migranti, i rifugiati, i giovani, i media e le comunicazioni sociali. “Nel primo millennio", afferma, "la Croce è stata piantata sul suolo d'Europa; nel secondo su quello dell'America e dell'Africa; possiamo pregare che nel terzo millennio cristiano in questo vasto e vitale continente vi sia un grande raccolto di fede da mietere”.

### La veglia di chiusura
La veglia di chiusura dell'evento (14–15 gennaio) ha avuto luogo a Luneta Park.
Presenti alla messa finale un numero compreso tra i quattro e i cinque milioni di persone: in ogni caso si tratta della GMG con più partecipanti, seguita da quella del 2013.
L'evento ha visto la presenza delle rappresentanze cattoliche di tutte le comunità cinesi: Repubblica popolare, Taiwan, Hong Kong, Macao.
Già il 12 gennaio, l'arcivescovo di Taipei, Joseph Ti Kang, celebra messa con 5 preti della Chiesa “ufficiale” cinese. Il 14 gennaio, invece, attraverso Radio Veritas, il papa lancia un messaggio di riconciliazione tra Chiesa cinese “ufficiale” e sotterranea indirizzato a “tutti i fedeli cattolici”. Al termine della Messa a Luneta Park il papa fa un saluto in cinese, la lingua della Cina e di Taiwan.

## L'inno
L'inno della X GMG è stato Tell the world of His love.

## Santi Patroni
I principali patroni della GMG del 1995 sono stati:
| Immagine | Nome                |
| -------- | ------------------- |
|          | Salus populi romani |
|          | Don Bosco           |
|          | Santa Rosa da Lima  |
|          | Santo Niño de Cebú  |